# Бронцоло
Бронцоло (Бранцолль, итал. Bronzolo, нем. Branzoll) — коммуна в Италии, располагается в области Трентино-Альто-Адидже, подчиняется административному центру Больцано.
Население коммуны составляет 2294 человека (2001), плотность населения составляет 328 чел./км². Занимает площадь 7 км². Почтовый индекс — 39051. Телефонный код — 0471.